# 克莱蒂
克莱蒂（法語：Cléty，法語發音：[kleti]）是法国上法蘭西大區加来海峡省的一个市镇，属于圣奥梅尔区。

## 地理
克莱蒂（50°39'7"N, 2°10'54"E）面积6.13 平方千米，位于法国上法蘭西大區加来海峡省，该省份为法国北部沿海省份，西北濒北海，南至索姆省，东临北部省。
与克莱蒂接壤的市镇（或旧市镇、城区）包括：皮昂、乌沃维尔坎、勒米伊维尔坎、阿夫鲁、德莱特、多昂、贝兰盖姆。

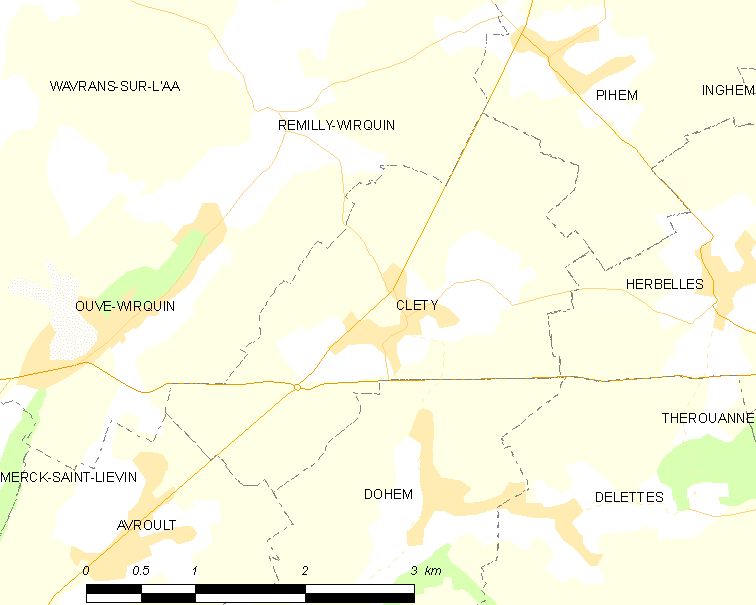
克莱蒂的OSM定位图

克莱蒂的时区为UTC+01:00、UTC+02:00（夏令时）。

## 行政
克莱蒂的邮政编码为62380，INSEE市镇编码为62229。

## 政治
克莱蒂所属的省级选区为兰布尔县。

## 人口

1962-2008年间克莱蒂人口变化图示

克莱蒂于2022年1月1日时的人口数量为809人。